# Piotr (biskup Karoliny i Kentucky)
Piotr (ur. 1974) – duchowny Koptyjskiego Kościoła Ortodoksyjnego, od 2016 biskup Karoliny i Kentucky.

## Życiorys
Święcenia kapłańskie przyjął po wstąpieniu do zakonu w 2005 z imieniem Mojżesz. Sakrę biskupią otrzymał 12 czerwca 2016 z imieniem Piotr jako zwierzchnik nowo utworzonej diecezji Karoliny i Kentucky.